# Хуфцы
Хуфцы (самоназвание хуфидж) — один из памирских народов в Рушанском районе Горно-Бадахшанской автономной области Таджикистана. Живут в селениях Хуф и Пастхуф в ущелье правого притока Пянджа Хуфдары.
Некоторыми исследователями хуфский язык рассматривается как диалект рушана-шугнанского языка. По переписи 1989 г., в Таджикистане было 1,5 тыс. хуфцев.